# Vriesea maguirei
Vriesea maguirei là một loài thuộc chi Vriesea. Đây là loài bản địa của Venezuela.